# 1970年岡比亞共和制公投
1970年4月，甘比亞舉行了是否成為共和國的公民投票。
這次公民投票的結果導致甘比亞成為共和國。甘比亞並設立甘比亞總統一職，取代伊莉莎白二世擔任甘比亞的國家元首，從而取消了甘比亞總督一職。這是關於該問題的第二次公投：1965年的第一次公投因未達到所需的三分之二同意票而失敗。
1970年4月24日，甘比亞總理達烏達·賈瓦拉爵士被甘比亞國民議會選舉為首任總統。